# Emponne
L'emponne est un objet à usages multiples qui était autrefois utilisé dans leur vie quotidienne domestique par les habitants des îles de l'archipel des Mascareignes, dans le sud-ouest de l'océan Indien. Fabriquée à partir de la base du pétiole de la palme de certains arbres comme le cocotier et le palmier, mais aussi du bananier, elle servait en particulier de récipient, de lien ou même de chausse. D'après le lexique du Français de La Réunion, un ouvrage de référence de Michel Beniamino, elle était d'ailleurs appelée par de nombreux noms communs, tous féminins, à savoir « ampondre », « ampone », « empodre », « z'empone », « zampone » ou « zemponne ».
En créole réunionnais, le terme désigne à l'origine le spathe des palmiers, une longue et large bractée ligneuse qui renferme les balais des fleurs. Il désigne également la gaine du bambou de Madagascar, qui est recouverte d'un duvet rougeâtre.
L'objet que ces formations végétales permet de fabriquer apparaît dans de nombreuses publications littéraires et scientifiques anciennes, notamment dans le poème intitulé Paysage écrit par Eugène Volcy Focard : il y est question « des afouches creusés, recouverts d'une empondre ». On le retrouve aussi dans les récits de voyage laissés par deux membres de l'expédition Baudin restés à l'île de France, l'actuelle île Maurice, au début de l'année 1801 : Jean-Baptiste Bory de Saint-Vincent et Jacques-Gérard Milbert en parlent dans Voyage dans les quatre principales îles des mers d'Afrique et Voyage pittoresque à l'île-de-France, au cap de Bonne-Espérance et à l'île de Ténériffe, respectivement.